# Чернігівське (Казахстан)
Черні́гівське (каз. Чернигов) — село у складі Тайиншинського району Північноказахстанської області Казахстану. Входить до складу Краснополянський сільського округу, раніше було центром ліквідованої Чернігівської сільської ради.
Населення — 92 особи (2021; 194 у 2009, 403 у 1999, 672 у 1989).
Національний склад станом на 1989 рік:
- німці — 47 %
- поляки — 30 %.

Колишня назва — Чернігівка.